# A grin without a cat
A Grin Without a Cat là một bộ phim tiểu luận Pháp năm 1977 của Chris Marker. Nội dung phim tập trung vào những bất ổn chính trị toàn cầu trong những năm 1960 và 1970. Sử dụng hình ảnh của Cheshire Cat của Lewis Carroll, tiêu đề của bộ phim gợi lên sự bất đồng giữa lời hứa về một cuộc cách mạng xã hội chủ nghĩa toàn cầu với sự thiếu thực tiễn của nó.
Tên gốc tiếng Pháp của bộ phim là Le fond de l'air est rouge, có nghĩa là "Bản chất của không khí là màu đỏ", và có một ẩn ý tương tự như tiêu đề tiếng Anh, ngụ ý rằng phong trào xã hội chủ nghĩa chỉ tồn tại trong không khí. Tiêu đề cũng là một cách chơi chữ từ câu nói trong tiếng Pháp là "Le fond de l'air est frais".

## Tóm tắt
Bộ phim giới thiệu về các cuộc phỏng vấn với các nhà lãnh đạo Đảng cộng sản Pháp, sinh viên và các nhà nghiên cứu xã hội học. Bộ phim cũng đề cập đến sự kiện Mùa xuân Prague năm 1968, với đoạn phim về bài phát biểu của Fidel Fidel, trong đó ông thể hiện sự ủng hộ chính trị của mình đối với cuộc xâm lược Tiệp Khắc của Liên Xô trong khi đặt câu hỏi về tính hợp pháp của hành động. Các phần khác liên quan đến Chiến tranh Việt Nam, chiến tranh du kích ở Bôlivia, sự nổi lên của Salvador Allende, ngộ độc Minamata ở Nhật Bản và Vụ bê bối Watergate ở Mỹ. Có rất nhiều tài liệu tham khảo tinh tế về những chú mèo trong suốt bộ phim, cũng như những bức ảnh ngắn về gấu trúc.

## Phát hành
Bộ phim ban đầu được phát hành tại Pháp vào ngày 23 tháng 11 năm 1977 với thời lượng là 04 tiếng với tên gọi "Scènes de la Troisième Guerre mondiale (1967-1977)", có nghĩa là "Những cảnh trong Chiến tranh thế giới thứ ba (1967-1977)". Bộ phim đã được Marker chỉnh sửa lại vào năm 1993 và sắp xếp lại thành hai phần với thời lượng 1.5 giờ mỗi phần. Phần đầu tiên có tên gọi là Bàn tay mỏng manh và phần thứ hai có tựa đề Severed Hands. Bộ phim được công chiếu tại Mỹ vào năm 2002.

### Phản ứng
J. Hoberman đã xem lại bộ phim cho The Village Voice, và viết rằng "Marker bắt đầu bằng cách gợi lên Battleship Potemkin, và mặc dù hầu như không kích hoạt, A Grin Without a Cat nằm trong bộ phim truyền thống đó với một anh hùng quần chúng. Tuy nhiên, không giống như Eisenstein, Marker không phát minh ra sự thật lịch sử nhiều đến mức tìm kiếm nó. " Nhà phê bình đã viết rằng bộ phim "đạt đến đỉnh cao cảm xúc với các cuộc biểu tình New Left đầy hy vọng đã càn quét châu Âu vào năm 1967.... Nhưng như đã cảm nhận trong nhịp độ của quá trình làm phim, thủy triều quay vào tháng 5 năm 1968: Một phần dài, ít thú vị hơn về các cuộc đình công và ủy ban khác nhau của '68 lên đến đỉnh điểm với cuộc tấn công vô nghĩa vào liên hoan sân khấu hàng năm ở Avignon. " Hoberman đã ca ngợi "thiên tài về cách ngôn thơ ca" của Marker và kết luận: "Ấn tượng hơn phân tích, A Grin without a Cat là một sự đắm chìm lớn. Nó có phải là một con đường không có luận án không? "  Trong Cineaste, David Sterritt đã mô tả Marker là một "Marxist cam kết và... một kẻ hoài nghi tinh vi" trong khi mô tả A Grin Without a Cat là "một bộ phim không có giáo điều". Sterritt đã viết: "Tóm lại, Một nụ cười không có mèo không phải là một bài học trong lịch sử mà là một bài học về cách lịch sử bị mất đi và được mọi thế hệ nhớ theo cách sai lầm của chính nó. Bộ phim giống như một giấc mơ dần dần trở thành tâm điểm, hay đúng hơn là một giấc mơ có những luồng năng lượng cuối cùng của nó khi nó nhường chỗ cho những mô hình nhận thức, trí tưởng tượng và tưởng tượng mơ ước mới hơn nhưng cũng không kém. " 